# Badbyxor

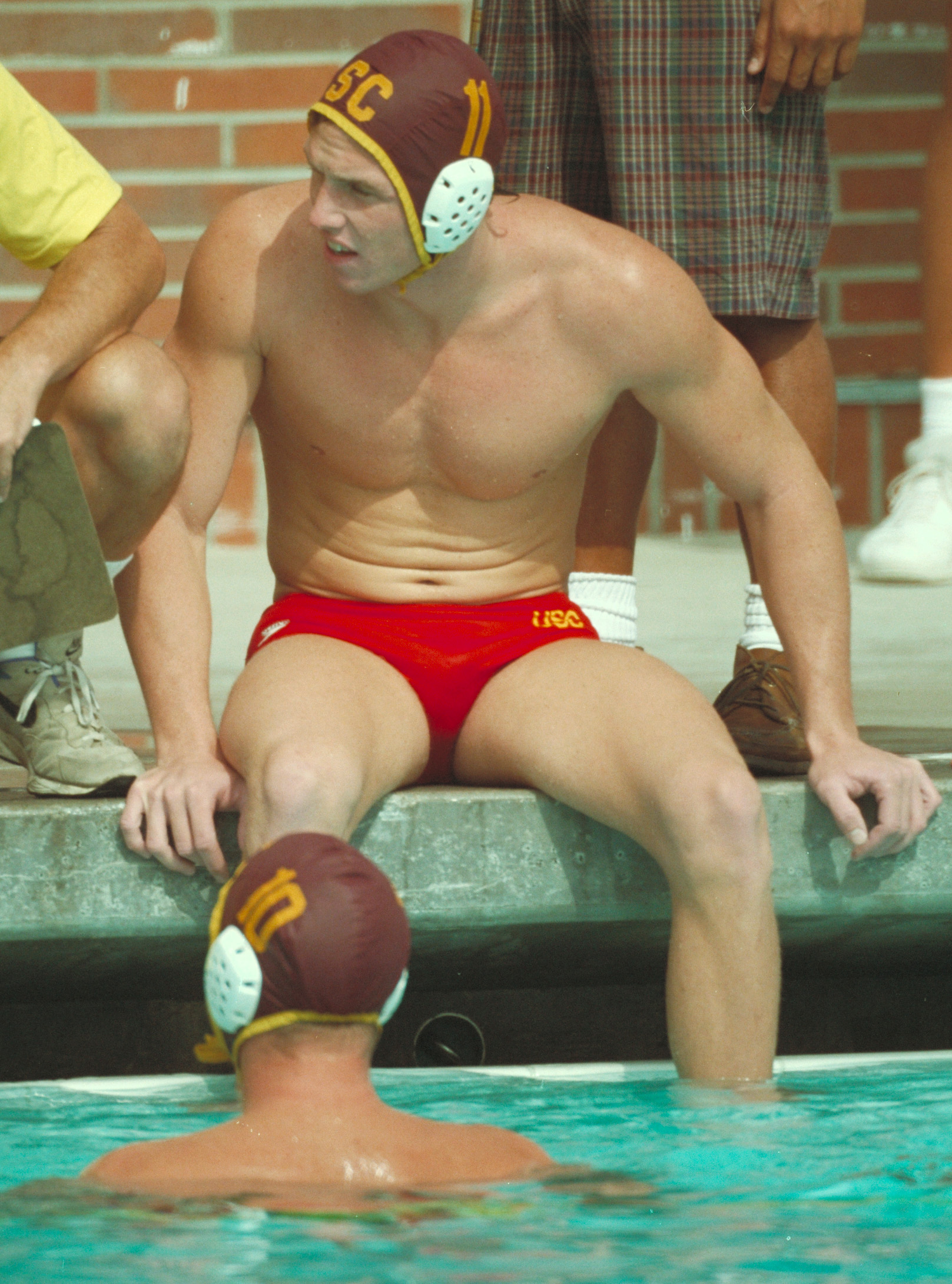
Man med badbyxor.

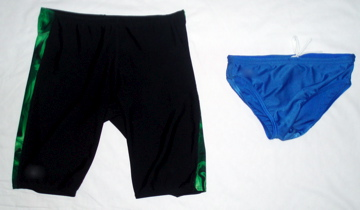
Långa (s.k. "jammers") och korta badbyxor.

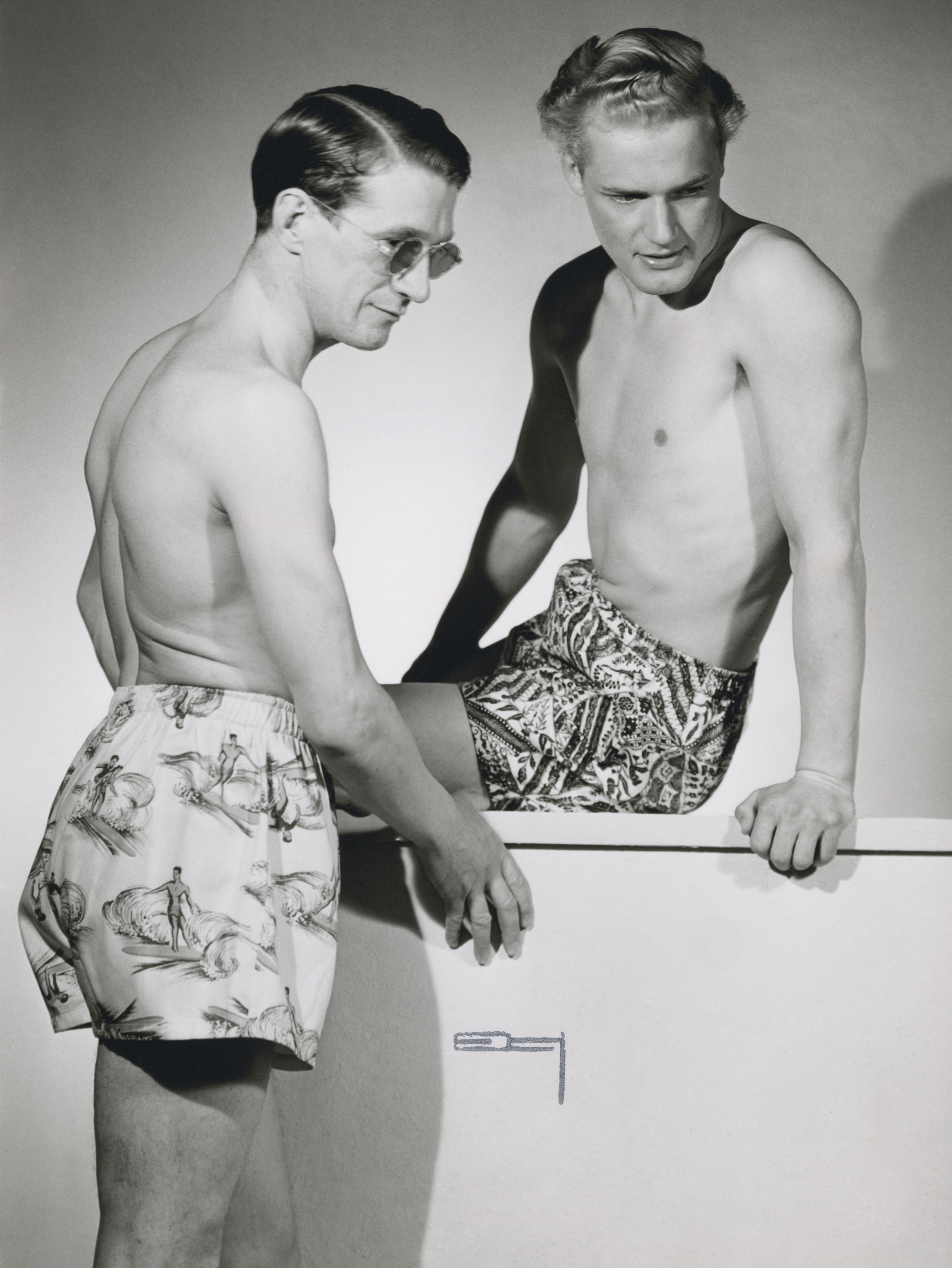
Badbyxor, 1940-tal.

Badbyxor är ett par korta byxor avsedda att skyla underlivet vid bad- och simaktiviteter. Badbyxor är den typ av badkläder som män brukar bära, och är analoga med bikinitrosa som kvinnor brukar bära. Termen "badbyxor" används också om olika typer av shorts som används i bad- och vattensportsammanhang, exempelvis surfarshorts.
Ordet "badbyxor" är belagt i svenska språket sedan 1898.